# Corniche de Sète
Corniche de Sète este o arie protejată (sit de importanță comunitară — SCI) din Franța întinsă pe o suprafață de 13,16 ha, integral pe uscat.

## Localizare
Centrul sitului Corniche de Sète este situat la coordonatele 43°23′38″N 3°41′09″E / 43.39389°N 3.68583°E.

## Înființare
Situl Corniche de Sète a fost declarat arie specială de conservare în baza directivei 92/43 din 1992 referitoare la conservarea habitatelor naturale și a faunei și florei sălbatice pentru a proteja un număr necunoscut de specii din flora spontană și fauna sălbatică aflate în arealul zonei.

## Biodiversitate
Situată în ecoregiunea mediteraneană, aria protejată conține 2 habitate naturale: Tufărișuri halo-nitrofile (Pegano-Salsoletea), Faleze cu vegetație de Limonium spp. endemic de pe coastele mediteraneene.
La baza desemnării sitului se află un număr nedeclarat de specii protejate.